# Liste der Straßen und Plätze in Guteborn

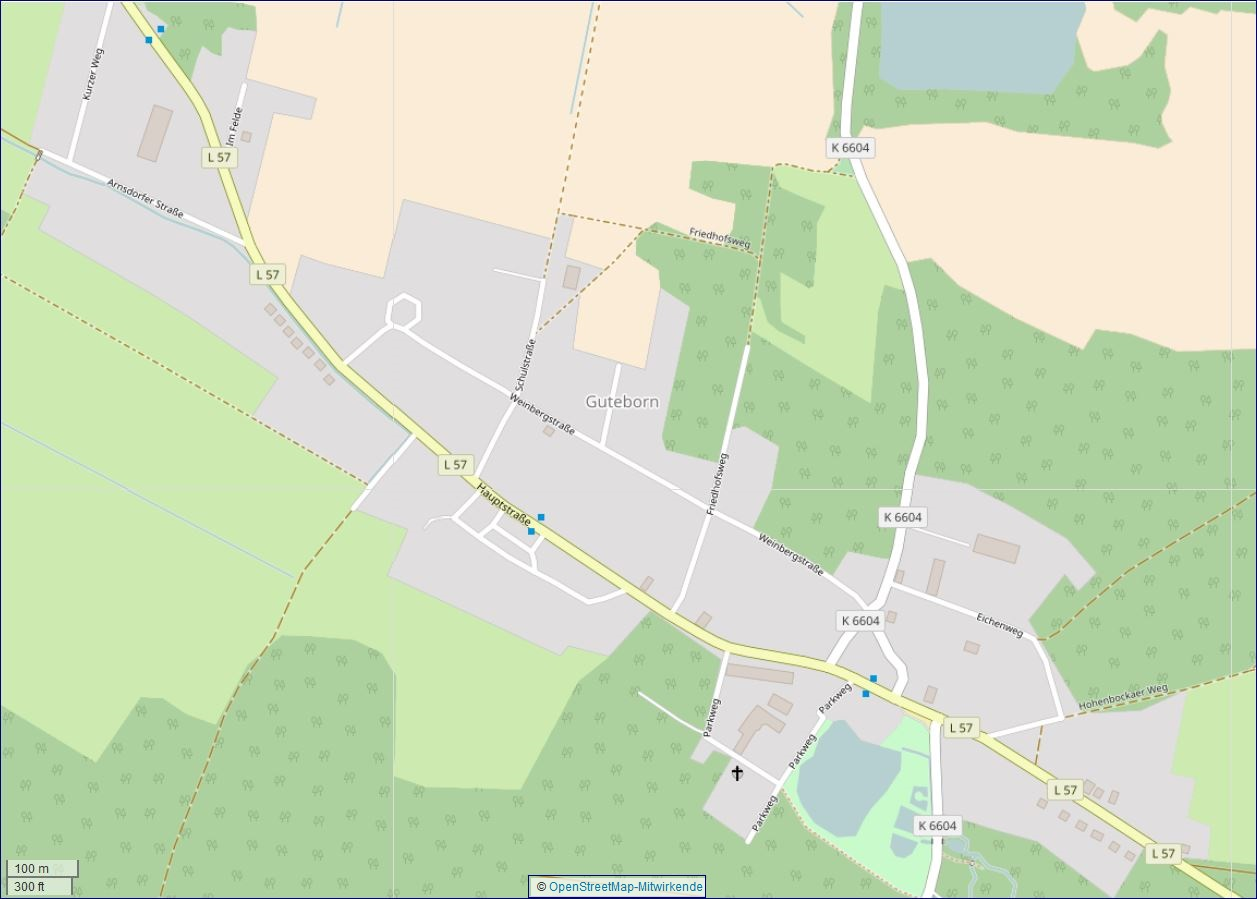
Übersichtskarte von Guteborn

Die Liste der Straßen und Plätze in Guteborn ist eine Übersicht der gegenwärtig vorhandenen benannten Straßen und Plätze. Sie ist Teil der Liste der Straßen und Plätze im Amt Ruhland. Amtlich benannte Brücken sind und waren bisher nicht vorhanden.

## Überblick
Guteborn ist ein Dorf mit 542 Einwohnern (Stand: 2015). Die Gemarkungsfläche beträgt 16,69 km².
Guteborn ist dem Postleitzahlenbereich 01945 zugeordnet.
Die Liste umfasst 17 Straßen und Wege sowie die Dorfaue. 5 Straßen sind nach benachbarten Zielorten benannt, 4 Straßen und eine Gasse nach anliegenden Objekten bzw. örtlichen Zielen (Bäckergasse, Friedhofsweg, Parkweg, Schulstraße, Weinbergstraße), 4 Straßen nach Bäumen (Birkenweg, Eichenweg, Erlenstraße, Lindenweg).

## Übersicht der Straßen und Plätze
- Name/Lage: aktuelle Bezeichnung der Straße oder des Platzes. Über den Link Lage kann die Straße oder der Platz auf verschiedenen Kartendiensten angezeigt werden. Die Geoposition gibt die Lage der ungefähren Mitte der Straßenlänge an. Der Zusatz ‚im Ortsteil‘ gibt den Ortsteil an.
- Im amtlichen Straßenverzeichnis nicht aufgeführte Verkehrswege sind mit * gekennzeichnet.
- Ehemalige oder nicht mehr gültige Straßennamen sind in der Namensspalte kursiv gesetzt. Alle beschriebenen Objekte sind in der Beschreibung kursiv gesetzt. Für bedeutende ehemalige Straßen oder historische Straßennamen ist eine gesonderte Namensliste vorhanden.
- Länge/Maße in Metern:
Die in der Übersicht enthaltenen Längenangaben sind  gerundete Übersichtswerte, die in Google Earth mit dem dortigen Maßstab, in der Regel ohne Berücksichtigung seitliche Abzweigungen, ermittelt wurden. Sie dienen Vergleichszwecken und werden, sofern amtliche Werte bekannt sind, ausgetauscht und gesondert gekennzeichnet.
 Bei Plätzen sind die Maße in der Form a × b für rechteckige Anlagen und für (ungefähr) dreieckige Anlagen als a × b × c mit a als längster Seite angegeben.
 Sofern die Straße auch in benachbarte Ortsteile weiterführt, gibt ein Zusatz ‚im Ortsteil‘ an, wie lang der Straßenabschnitt innerhalb des Ortsteils dieses Artikels ist.
- Namensherkunft: Ursprung oder Bezug des Namens.
- Anmerkungen: weitere Informationen über anliegende Baudenkmale oder Institutionen, die Geschichte der Straße und historische Bezeichnungen.
- Bild: Foto der Straße, des Platzes, Weges usw. oder eines anliegenden Objektes.

{| class="wikitable sortable toptextcells zebra" width="100%"
|-
! Name/Lage
! Länge/
 Maße
(in Metern)
! Namensherkunft
! Datum der 
Benennung
! Anmerkungen
! Bild
|- id="Alte Hermsdorfer Straße"

|id="A"| Alte Hermsdorfer Straße
(Lage)
| 0135
| alte Ortsverbindungsstraße nach Hermsdorf
(die jetzige Hermsdorfer Straße / K 6604 führt durch den ehemaligen Schlosspark und existierte damals nicht)
|style="text-align:right" data-sort-value="68821232"|
| mündet 1600 m außerhalb auf die K 6604 nach Hermsdorf
| 
|- id="Arnsdorfer Straße"

| Arnsdorfer Straße
(Lage)
| 0317
| Straße führt weiter nach Arnsdorf
|style="text-align:right" data-sort-value="68821232"|
| führt weiter nach Arnsdorf (alte Ortsverbindungsstraße, ausgebauter Radweg)
| 
|- id="Bäckergasse"

|id="B"| Bäckergasse
(Lage)
| 0135
| wörtlich
|style="text-align:right" data-sort-value="68821232"|
| verbindet Weinbergstraße (bei Mündung Friedhofsweg) mit der Hauptstraße beim Bäcker
| 
|- id="Birkenweg"

| Birkenweg
(Lage)
| 0110
| nach der Birke
|style="text-align:right" data-sort-value="68821232"|
| von der Weinbergstraße zum Lindenweg parallel zum Friedhofsweg
| 
|- id="Dorfaue"

|id="D"| Dorfaue
(Lage)
| 0470
| wörtlich; hier auch wie Dorfanger
|style="text-align:right" data-sort-value="68821232"|
| parallel und postalisch zur Hauptstraße; landläufig im Ort auch „Kaupe“
- auf der Dorfaue befinden sich ein Bismarck-Gedenkstein und eine naturgeschützte Eiche (eventuell ehemalige Bismarck-Eiche) sowie ein Brunnenstein

| 
|- id="Eichenweg"

|id="E"| Eichenweg
(Lage)
| 0325
| nach der Eiche
|style="text-align:right" data-sort-value="68821232"|
| von der Schwarzbacher Straße zum Hohenbockare Weg etwa parallel und dann im Winkel zur Hauptstraße
| 
|- id="Erlenweg"

| Erlenweg
(Lage)
| 0185
| nach der Erle
|style="text-align:right" data-sort-value="68821232"|
| von Alte Hermsdorfer Straße nach Westnordwest etwa parallel zur Hauptstraße und außerhalb der Ortslage zur Arnsdorfer Straße
| 
|- id="Friedhofsweg"

|id="F"| Friedhofsweg
(Lage)
| 0330
| wörtlich
|style="text-align:right" data-sort-value="68821232"|
| von der Hauptstraße nach Norden zum Friedhof und zum Lindenweg
| 
|- id="Hauptstraße"

|id="H"| Hauptstraße
(Lage)
| 02170
| wörtlich (bedeutendste und bestausgebaute Straße des Ortes)
|style="text-align:right" data-sort-value="68821232"|
| L 57 von Ruhland nach Bernsdorf; Längenangabe nur Ortslage und ohne die postalisch hier zugeordnete Dorfaue
| 
|- id="Hermsdorfer Straße"

| Hermsdorfer Straße
(Lage)
| 0280
| Straße führt weiter nach Hermsdorf
|style="text-align:right" data-sort-value="68821232"|
| von der Hauptstraße in Verlängerung der Weinbergstraße durch den ehemaligen Schlosspark nach Süden; führt als K 6604 weiter nach Hermsdorf
| 
|- id="Hohenbockaer Weg"

| Hohenbockaer Weg
(Lage)
| 0105
| führt weiter nach Hohenbocka
|style="text-align:right" data-sort-value="68821232"|
| von der Hauptstraße nach Ostnordost; hier beginnt die alte Ortsverbindungsstraße nach Hohenbocka
| 
|- id="Im Felde"

|id="I"| Im Felde
(Lage)
| 0112
| wörtlich
|style="text-align:right" data-sort-value="68821232"|
| kurzer Stichweg von der Hauptstraße nach Norden
| 
|- id="Kurzer Weg"

|id="K"| Kurzer Weg
(Lage)
| 0245
| wörtlich
|style="text-align:right" data-sort-value="68821232"|
| von der Hauptstraße zur Arnsdorfer Straße
| 
|- id="Lindenweg"

|id="L"| Lindenweg
(Lage)
| 0320
| nach der Linde
|style="text-align:right" data-sort-value="68821232"|
| vom Friedhofsweg nach Westen zum Ende der Schulstraße
| 
|- id="Parkweg"

|id="P"| Parkweg
(Lage)
| 0620
| nach dem Schlosspark
|style="text-align:right" data-sort-value="68821232"|
| 2 Abgänge von der Hauptstraße nach Süden und Südsüdwest sowie deren Enden verbindend etwa parallel zur Hauptstraße nach Westnordwest
| 
|- id="Schulstraße"

|id="S"| Schulstraße
(Lage)
| 0290
| wörtlich
|style="text-align:right" data-sort-value="68821232"|
| von der Hauptstraße über die Schulstraße hinweg zur Schule und zum Lindenweg
| 
|- id="Schwarzbacher Straße"

| Schwarzbacher Straße
(Lage)
| 0290
| führt weiter nach Schwarzbach
|style="text-align:right" data-sort-value="68821232"|
| von der Hauptstraße, die Weinbergstraße kreuzend nach Norden nach Schwarzbach
| 
|- id="Sorgenteich"

| Sorgenteich
(Lage)
 (Außerortsstraße)
| 0720
| nach dem benachbarten Teich, dessen ausreichende Wasserhaltung stets Sorgen bereitete
|style="text-align:right" data-sort-value="68821232"|
| Außerort-Wohnplatz zu Guteborn; die angegebene Länge ist nur die Verbindungsstrecke zwischen den Gebäuden (Brunnenwasserwerk)
|
|- id="Weinbergstraße"

|id="W"| Weinbergstraße
(Lage)
| 0975
| nach dem Weinberg
|style="text-align:right" data-sort-value="68821232"|
| parallel zur Hauptstraße, mit von dort nach Norden bzw. Westen abzweigenden Anbindungen
| 

|}

## Weitere öffentlich genutzte Flächen und Wege
Diese Tabelle enthält
- Rad- und Fußwege
- Friedhof
- Sonstiges

Sportplätze
Park und Arboretum der Schule
| Objekttyp    | Name            | Zugang/Lage                         | Länge/ Maße (in Metern) | Anmerkungen | Bild |
| ------------ | --------------- | ----------------------------------- | ----------------------- | --- | ---- |
| Biergarten   | Festplatz       | Hauptstraße (Lage)                  | 040 × 15                | Kaffee- und Biergarten, zu Vereinsveranstaltungen und Dorffesten - Kinder- und Fischerfest jährlich am Sonnabend und Sonntag zu Pfingsten |      |
| Friedhof     | Friedhof        | Friedhofsweg (Lage)                 | 080 × 40                | |      |
| Gartenanlage | Gartenanlage    | Hohenbockaer Weg (Lage)             | 040 × 30                | Typ, Größe und Zugang prüfen |      |
| Sportplatz   | Sportplatz      | Hermsdorfer Straße (Abzweig) (Lage) | 0130 × 65               | Rasensportplatz (Fußball) - jährlich am letzten Juli-Wochenende ein Fußballfest oder Sportfest, ausgerichtet vom FSV 1920 Guteborn |      |
| Sportplatz   | Schulsportplatz | Schulstraße (Lage)                  | 090 × 60                | 1997 wurden in unmittelbarer Nähe der Turnhalle die Außensportflächen neu gestaltet. Die Sport- und Freizeitanlage ist mit einem Kleinfußball-, Volleyball- und Kickfußballfeld (Hartplatz), einer Weitsprunganlage, Laufbahnen, überdachten Sitzflächen und Bänken ausgestattet. |      |
| Park         | Arboretum       | Schulstraße (Lage)                  | 0100 × 33               | Der ehemalige Schulgarten wurde in einen Öko-Spiel- und Lerngarten und das Arboretum (2450 m²) geteilt. Das Arboretum hat eine Abteilung Laubgehölze und eine Abteilung Nadelgehölze sowie eine kleine Heidelandschaft. Im Spiel- und Lerngarten gibt es einen Teich und eine Kräuterspirale. Als Abgrenzung zum Wirtschaftshof fungiert eine Palisadenwand mit Kletterpflanzen (verschiedene Waldreben (Clematis integrifolia, vitalba und montana) und Geißblatt (Lonicera henryi und heckrottii)) und eine Granit-Trockenmauer mit Steingartengewächsen |      |
| Park         | Park            | Parkweg (Lage)                      | 0450 × 250              | zugängliche Reste des Schlossparks sind am Festplatz / Schlossteich und Schlosskapelle, sonst mit den Nebengebäuden des gesprengten Schlosses eingezäunt oder jetzt Wald - denkmalgeschütztes Gebäude: Schlosskapelle |      |